# تاتيانا الخوري
تاتيانا الخوري هي مذيعة لبنانية و مديرة الإعلام الجديد بقناة فرانس 24. قدمت برنامج أصوات الشبكة على فرانس 24. وتقدم الآن برنامج «أسرار باريس».